# Ross Ulbricht
Ross Ulbricht, född 27 mars 1984 i Austin i Texas, är en amerikansk företagare. Han grundade och drev den illegala darknetmarknaden Silk Road. År 2015 dömdes han för bland annat penningtvätt och stämpling till narkotikahandel till livstids fängelse utan möjlighet till villkorlig frigivning av en domstol i New York. Ulbricht avtjänade sitt straff på United States Penitentiary, Tucson i Arizona.
Ulbricht benådades i januari 2025 av USAs president, Donald J Trump. 
Dokumentärfilmen Deep Web från 2015 skildrar fallet.